# Рошен (фабрика, Киев)
Киевская кондитерская фабрика «Рошен» (укр. Київська кондитерська фабрика «Рошен») ― крупнейшая кондитерская фабрика Киева, принадлежащая украинской кондитерской корпорации «Рошен».

## История

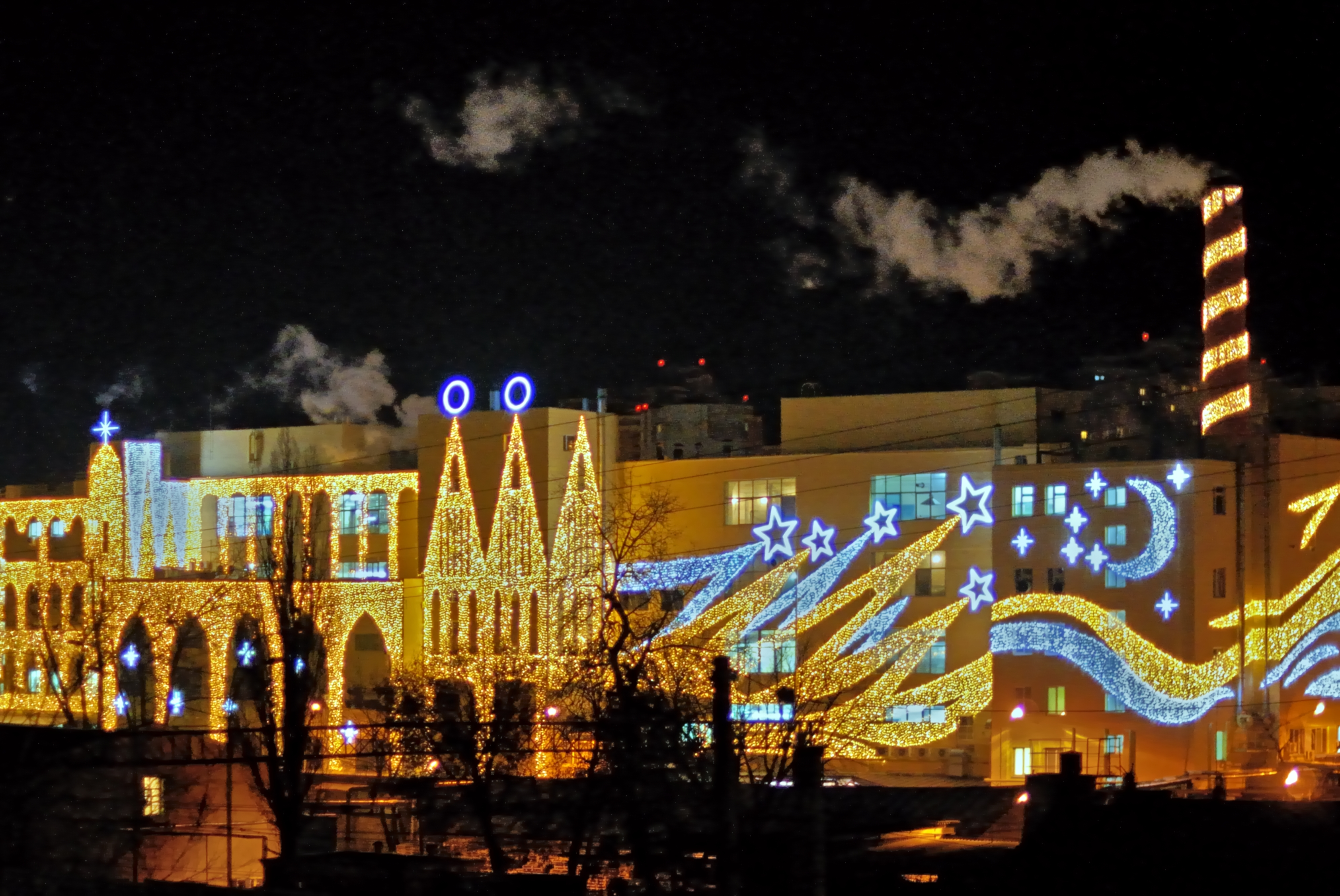
Киевская фабрика во время празднования Нового года, 2012

ЗАО «Киевская кондитерская фабрика „Рошен“» — одно из старейших предприятий Киева, но оно трижды меняло название. А началось все в 1886 году на Демиевке, тогдашнем пригороде Киева. Неподалеку от Демеевского сахарорафинадного завода, купцом Валентином Ефимовым была основана «Демеевская паровая фабрика шоколада и конфет». Располагалась фабрика там, где и сейчас находится Киевская кондитерская фабрика — на Демиевке. В то время это был хутор, который в 1875 году насчитывал 24 двора. Сначала производством занимались в небольшом и тесном помещении, и мастеров было немного — на тогдашней фабрике работало около 200 человек, они имели 10-часовой рабочий день. Объём производства достигал около 200 тонн в год. Спрос на кондитерские изделия рос, и фабрика стала развиваться. Паровая фабрика Валентина Ефимова производила шоколад, драже, конфеты, карамель, мармелад, пастилу, варенье, пряники, чайное печенье и другие вкусности.
Уже в 1897 году Ефимов основал акционерное общество, совместно с партнерами сформировал солидный капитал в 300 000 рублей. На полученные деньги строили новые помещения и покупали оборудования. Им были проведены работы по закупке нового оборудования и строительству производственных корпусов. Однако все эти меры оказались неудачными: предприятие несло всё новые и новые убытки, и в 1901 году на внеочередном собрании акционеров Ефимов был отстранён от руководства делами (хотя фабрика и сохранила название «Валентин Ефимов»). На его место пришёл швейцарский опытный предприниматель Альберт Вюрглер, который стал директором-распорядителем. Предприятие реорганизовали и вскоре его доходы быстро выросли. Фабрика стала известна далеко за пределами Киева. Её продукция удостаивалась высоких наград на выставках в Европе, в том числе солидная экспозиция фирмы демонстрировалась на Всероссийской выставке в Киеве в 1913 году.
О фабрике писали: «Здесь можно видеть весь процесс изготовления шоколада, начиная с очистки зерен какао и к плиткам тончайшего сорта». В тот период сладости фабрики Валентина Ефимова активно рекламировали. Название предприятия писали на обертках, плакатах, коробках спичек. Время от времени клиентов поощряли «бонусами». В коробках из-под конфет дети могли найти открытки с нотами известных в то время песен, тексты украинских народных сказок.
В советские времена предприятие национализировали, а в 1923 году дали ему название в честь Карла Маркса (к 105-летию мыслителя).
В 1930-х годах была проведена модернизация цехов. Объёмы производства выросли до 7 000 тонн в 1930 году и почти до 33 000 тонн в 1940 году. Общее количество работников в то время составляло 4000 человек. Во время Великой Отечественной войны здания фабрики были повреждены, но уже после окончания войны были быстро восстановлены. В 1966 году фабрика имени Карла Маркса была награждена орденом Трудового Красного Знамени.
Работники фабрики награждались высшими трудовыми наградами Советского Союза:
- Андреева, Лидия Федотовна (род.1920) — бригадир тортовщиков-пироженщиков Киевской кондитерской фабрики имени Карла Маркса Министерства пищевой промышленности Украинской ССР, Герой Социалистического Труда (21.07.1966).[2]
- Початун, Валентина Иосифовна — бригадир карамельного цеха, Герой Социалистического Труда (1974), впоследствии начальник этого цеха, зав.учебной частью ПТУ фабрики.

В 1996 году Киевская кондитерская фабрика им. Карла Маркса (со всеми правами и уникальными рецептурами) вошла в состав корпорации «Рошен» Петра Порошенко.

## Продукция
Ассортимент предприятия насчитывает более 100 наименований кондитерских изделий, среди которых шоколад, конфеты, торты, печенье и мармелад. Самыми известными продуктами фабрики является конфеты «Вечерний Киев» и киевский торт.

## Памятники
В ноябре 2016 Украинский институт национальной памяти направил письмо к руководству Киевской кондитерской фабрики «Рошен», в котором напомнил о требовании демонтажа памятника Карлу Марксу на её территории в порядке, установленном законодательством Украины о декоммунизации. Первое письмо с напоминанием о необходимости демонтажа памятника К. Марксу Институт направил ещё в сентябре 2015 года. В декабре 2016 года памятник был демонтирован.